# Măglene, Kărdjali
Măglene (în bulgară Мъглене) este un sat în comuna Kirkovo, regiunea Kărdjali,  Bulgaria. 

## Demografie
Componența etnică a satului Măglene
     Nicio identificare (13,55%)
     Turci (86,44%)
     Altele (0%)
La recensământul din 2011, populația satului Măglene era de 59 locuitori. Din punct de vedere etnic, majoritatea locuitorilor (86,44%) erau turci. Pentru 13,55% din locuitori nu este cunoscută apartenența etnică.